# Arres
Arres (in catalano Arres) è un comune spagnolo di 58 abitanti situato nella Val d'Aran, vicino al confine con la Francia, nella comunità autonoma della Catalogna.